# ヴィッキー・コウシャル
ヴィッキー・コウシャル（Vicky Kaushal、1988年5月16日 - ）は、インドのボリウッドで活動する俳優。国家映画賞及びフィルムフェア賞受賞者であり、2019年にはフォーブス・セレブリティ100に選ばれている。

## 生い立ち
1988年5月16日、ボリウッドでスタントマン・アクション監督として活動するシャーム・コウシャルの息子として、ムンバイのチャウルで生まれる。弟のサニー・コウシャルも俳優として活動している。コウシャル家はパンジャーブ人一家である。ヴィッキーは幼少期の自分について、「勉強とクリケット、そして映画が好きな普通の子供だった」と語っている。
父シャームは息子を安定したキャリアの道に進ませようと考え、ヴィッキーをラジーヴ・ガンディー工科大学に進学させ、電子工学と電気通信の学位を取得させた。しかし、ヴィッキーは就職活動中に企業訪問を繰り返す中でオフィスワークに不向きであることに気付き、映画業界に進むことを決めた。彼は簡易なエンジニアの仕事を引き受けるかたわら、父に同行して撮影現場に足を運ぶようになった。また、キショール・ナミット・カプールの元で演技を学び、アヌラーグ・カシャップの『Gangs of Wasseypur』には助監督として参加している。ヴィッキーはアヌラーグ・カシャップを「師匠」と呼び慕っている。

## キャリア

### 2012年 - 2016年

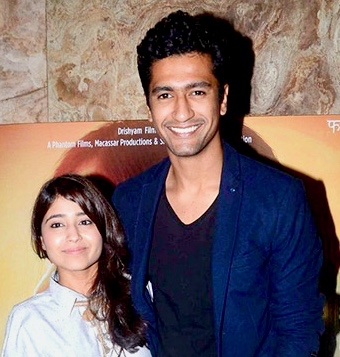
『生と死と、その間にあるもの』のイベントに出席するヴィッキー・コウシャルとシュウェタ・トリパティ

2012年にマナーヴ・カウルの舞台演劇『Laal Pencil』で俳優デビューした。同年にアヌラーグ・カシャップがプロデュースした『Luv Shuv Tey Chicken Khurana』で映画デビューし、続けて『Geek Out』（2013年）、『ボンベイ・ベルベット』（2015年）に出演した。2015年にニーラジ・ゲイワンの『生と死と、その間にあるもの』で初めて主要キャストに起用された。ヴィッキーとニーラジ・ゲーワンの2人は『Gangs of Wasseypur』で助監督を務めており、ヴィッキーはラージクマール・ラーオが降板したことで映画に起用された。ヴィッキーは役作りのため舞台となったヴァーラーナシーに滞在して、現地の人々のマニエリスムを研究した。同作は第68回カンヌ国際映画祭の「ある視点」部門で上映され、カンヌ国際映画祭 FIPRESCI賞を受賞した。また、批評家からも絶賛され、ニューヨーク・タイムズは「インド映画におけるリアリズム要素増加の例」として同作を批評している。ハフポストのニキル・タネジャはヴィッキーの演技について「涙を誘い、記憶の残る演技」、ザ・ヒンドゥーのアヌージ・クマールは「彼は劣等感とカーストの大釜を打ち壊す姿を巧みに演じた」と批評している。ヴィッキーは『生と死と、その間にあるもの』で国際インド映画アカデミー賞 新人男優賞とスター・スクリーン・アワード 新人男優賞を受賞し、アジア・フィルム・アワード 新人俳優賞など多くの映画賞にノミネートされた。
2015年の釜山国際映画祭では『生と死と、その間にあるもの』の前にヴィッキーが出演していた『Zubaan』（2016年劇場公開）が上映された。ヴィッキーは父の死後に吃音症に悩まされる男を演じ、役作りのために吃音症と言語療法士と交流し、実生活でも意図的に吃音になるような発声を心掛けた。彼の演技について、バラエティ誌のジャスティン・チャンは「カリスマ的で自然に魅力的な演技ができる才能」と称賛している。2016年には、アヌラーグ・カシャップの『DEVIL デビル』に出演し、ナワーズッディーン・シッディーキー演じる殺人鬼ラマン・ラーガヴを追い詰める捜査官役を演じた。この役柄はヴィッキーの性格と共通点がなかったため、彼は役作りのため5日間人との接触を断ち脚本を読み続けた。批評家アッセム・チャブラはRediff.comに批評を寄稿し、「『DEVIL デビル』に大きな驚きがあるとすれば、それはヴィッキー・コウシャルをスターダムに押し上げた演技力だろう」と称賛している。ヴィッキーは『Zubaan』『DEVIL デビル』で高い評価を得たが、両作とも興行的には「失敗作」と位置付けられている。

### 2018年以降

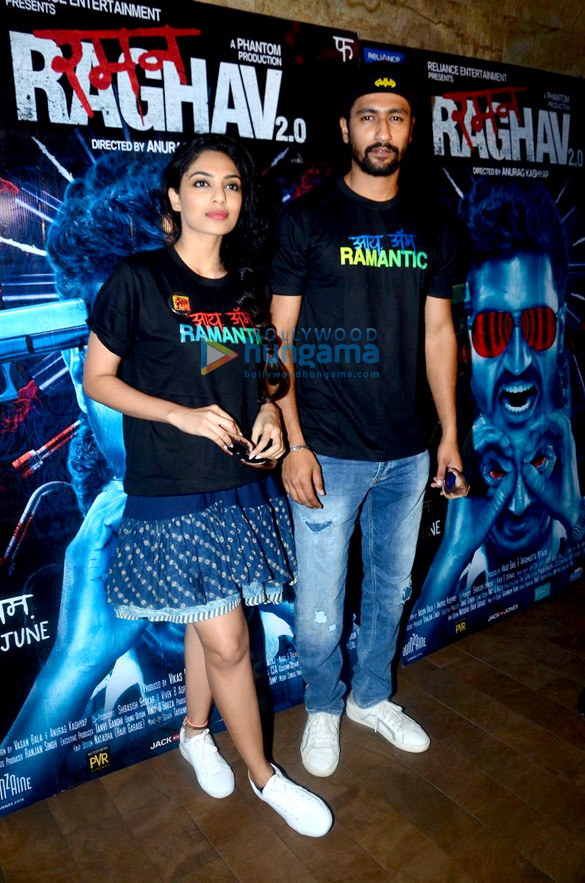
『DEVIL デビル』のイベントに出席するヴィッキー・コウシャルとショービター・ドゥーリパーラ

ヴィッキーのキャリアは、2018年に飛躍的に向上した。2月に出演した『平方メートルの恋』はインド初のNetflixオリジナル映画であり、ヴィッキーは主演を務めた。ファーストポストのシュウェータ・ラーマクリシュナンは、ヴィッキーとアンギラ・ダールの掛け合いを映画のハイライトと評価している。5月には『Calling Sehmat』を原作としたメーグナー・グルザールの『同意』でアーリヤー・バットと共演した。同作は第三次印パ戦争の実話を題材とし、諜報活動のためパキスタン軍将校に嫁いだインド人女性を描いている。ヴィッキーは物語の中にある人間性に魅力を感じ、キャラクターの弱さと権威の両方を表現することに努めた。同作は女性を主人公としたボリウッド映画として最も興行的な成功を収めた映画の一つとなり、デイリー・ニュース&アナライシスのミーナ・アイヤールはヴィッキーの演技を高く評価している。6月にはNetflixオリジナル映画『慕情のアンソロジー』に出演した。同作は女性のセクシュアリティを題材にしたアンソロジー映画であり、ヴィッキーはカラン・ジョーハルが手掛けた短編でキアラ・アドヴァニと共演している。
2018年の出演作品で最も興行的に成功したのは、サンジャイ・ダットの半生を描いたラージクマール・ヒラーニの『SANJU サンジュ』であり、ヴィッキーはランビール・カプール演じるサンジャイ・ダットの友人カムレーシュ役を演じた。この役は、サンジャイ・ダットの実在する複数の友人を1人にまとめた架空のキャラクターである。彼は役作りのため、サンジャイ・ダットの友人パレーシュ・ゲラニと交流してインスピレーションを得ている。ヴィッキーの演技について、ザ・タイムズ・オブ・インディアのラチット・グプタは「この映画で最高の演技の一つ」、インディア・トゥデイのサムルディ・ゴーシュは「ランビールに引けを取らない演技であり、面白いシーンだけではなく感情的なシーンでも真価を発揮している」と評価している。『同意』と『SANJU サンジュ』は共に興行的な成功を収め、『SANJU サンジュ』は興行収入58億ルピーを記録し、2018年ボリウッド映画興行成績第1位及びインド映画歴代興行成績第8位にランクインしている。また、ヴィッキーは『SANJU サンジュ』でフィルムフェア賞 助演男優賞を受賞している（『Badhaai Ho』のガジラージ・ラーオと同時受賞）。9月には男女の三角関係を描いたアヌラーグ・カシャップの『Manmarziyaan』でアビシェーク・バッチャン、タープシー・パンヌと共演した。アヌパマ・チョープラーは、ヴィッキーが悲哀と欲望を表現するために沈黙を上手く活用していた点を評価している。

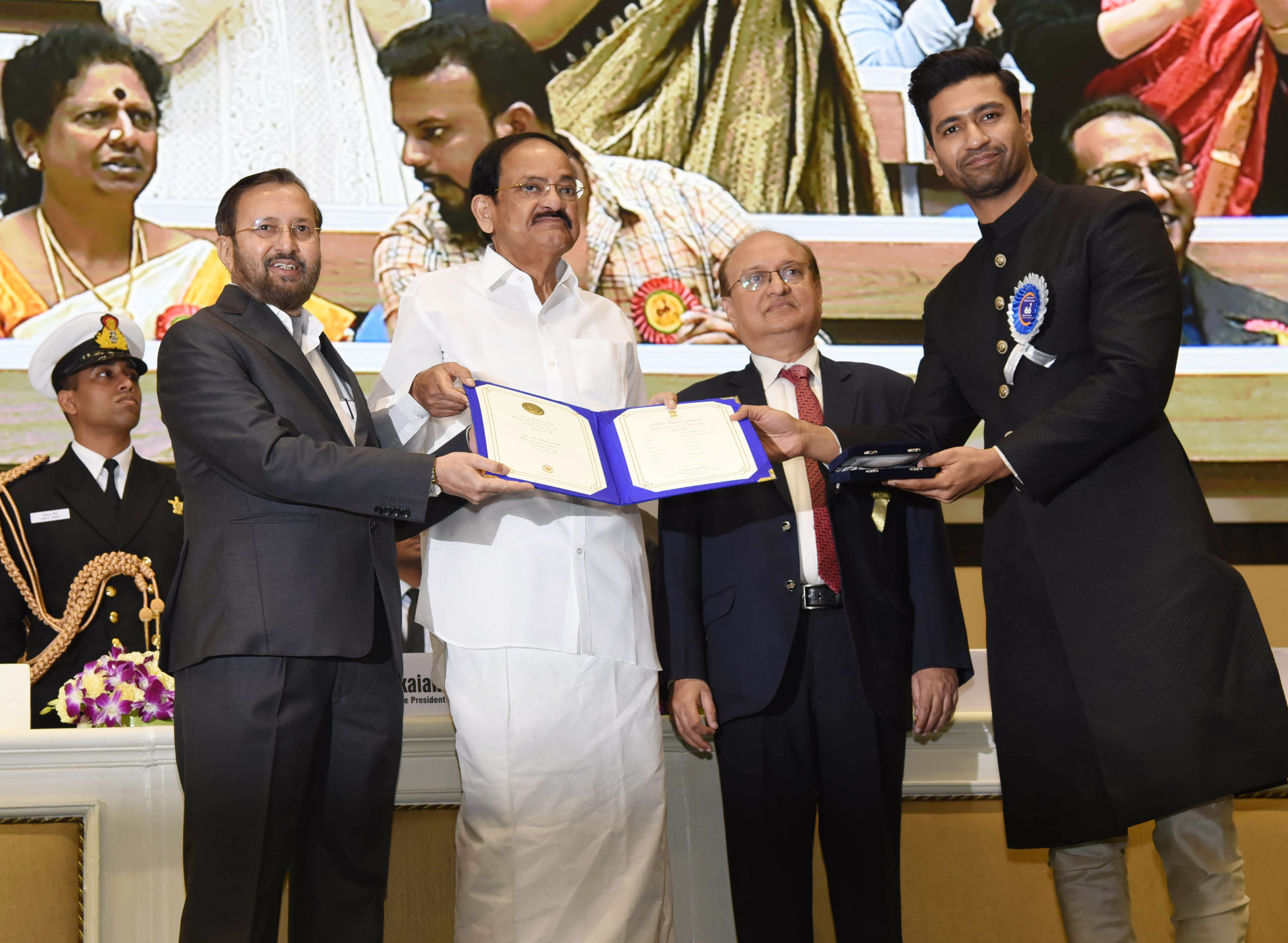
『URI/サージカル・ストライク』で国家映画賞主演男優賞を受賞するヴィッキー・コウシャル（右端）

2019年には、2016年ウリ襲撃事件を題材にしたアディティヤ・ダールの『URI/サージカル・ストライク』で主演を務めた。ヴィッキーは役作りのためにケトジェニック・ダイエットを実践して筋肉を増量し、さらに5か月間軍事訓練と総合格闘技の訓練を受けた。彼はアクション・シークエンスの撮影中に腕を負傷している。ミント紙のウダイ・バティアは、ヴィッキーを「魅力的でストイックな主演俳優」と評価したが、彼のキャラクターに深みが与えられていなかった点を批判した。ラジーヴ・マサンドは映画のジンゴイズムと過剰演出を批判したが、ヴィッキーの演技については高く評価している。同作は興行収入35億ルピー（国内興行収入24億ルピー）を記録し、当時のボリウッド映画歴代国内興行成績第10位にランクインしており、ヴィッキーは国家映画賞 主演男優賞を受賞（『盲目のメロディ〜インド式殺人狂騒曲〜』のアーユシュマーン・クラーナーと同時受賞）、フィルムフェア賞 主演男優賞にノミネートされた。
2020年にバーヌ・プラタープ・シンの『Bhoot – Part One: The Haunted Ship』で主演を務め、アクション・シークエンスの撮影中に頬骨を骨折している。ニューデリー・テレビジョンのサイバル・チャテルジーは映画を「恐ろしいほどの失敗作」と酷評したが、ヴィッキーの演技については「真剣に取り組んでいた」と評価している。

## 人物
2018年にザ・タイムズ・オブ・インディアが選ぶ「最も好かれるインド人男性」、フォーブス・インディアの「フォーブス30アンダー30」に選出された。2019年にはフォーブス・セレブリティ100で第72位（推定年収1億420万ルピー）にランクインしている。
ヴィッキーはハベールズ・インディア、リライアンス・インダストリーズ、OPPOなどのブランド・エンドーサーを務めており、各企業からそれぞれ2000万から3000万ルピーを報酬として受け取っている。2020年に新型コロナウイルス感染症への対策を支援するため、マハーラーシュトラ州首相が開設した救済基金「PM CARESファンド」に1000万ルピーを寄付した。
ダンサーのハーリーン・セティと交際していたが、2019年初頭に破局している。その後、カトリーナ・カイフと婚約し、2021年12月7日から9日にかけて200人の招待客を集めた結婚式をラージャスターン州サワーイー・マードープルで執り行うことが報じられた。2人はディーワーリーの期間中にカビール・カーンの自宅でロカを行い、結婚式の前にムンバイで民事婚の手続きを行うという。

## フィルモグラフィー

### 映画

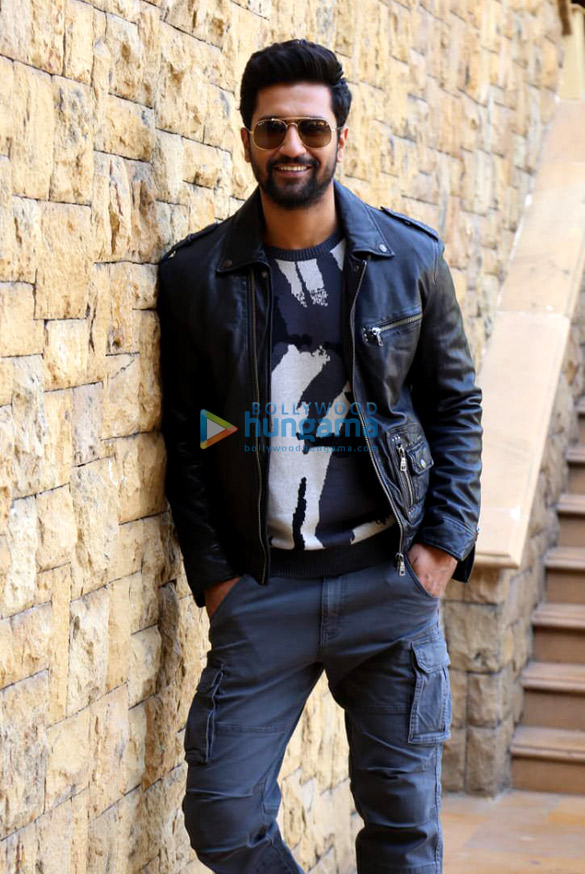
ヴィッキー・コウシャル

- Luv Shuv Tey Chicken Khurana（2012年）
- Geek Out（2013年）
- ボンベイ・ベルベット（英語版）（2015年）
- 生と死と、その間にあるもの（英語版）（2015年）
- Zubaan（2016年）
- DEVIL デビル（英語版）（2016年）
- 平方メートルの恋（英語版）（2018年）
- 同意（英語版）（2018年）
- 慕情のアンソロジー（英語版）（2018年）
- SANJU サンジュ（2018年）
- Manmarziyaan（2018年）
- URI/サージカル・ストライク（2019年）
- Bhoot – Part One: The Haunted Ship（2020年）

### テレビ
- 第25回スター・スクリーン・アワード（英語版）（2018年） - 共同司会者[56]
- 第19回ジー・シネ・アワード（英語版）（2019年） - 共同司会者[57]
- 第64回フィルムフェア賞（英語版）（2019年） - 共同司会者[58]

### ミュージックビデオ
- Pachtaoge（2019年）[59]